# René Wellek
René Wellek (22. srpna 1903, Vídeň – 10. listopadu 1995, Hamden, Connecticut, USA) byl český a posléze americký literární vědec a komparatista.

## Život
Wellek byl původem Čech, studoval anglistiku a germanistiku na Univerzitě Karlově v Praze u prof. Viléma Mathesia, prof. Otokara Fischera a prof. Václava Tilleho, kteří na něj měli velký vliv. Byl členem strukturalisticky zaměřeného Pražského lingvistického kroužku. Od studií publikoval vysoce kvalitní a polemické recenze (zejména v Časopise pro moderní filologii, v Kritice a v Rozpravách Aventina), čímž si získal uznání i mnoho nepřátel (mezi kterými byl konzervativní prof. František Chudoba i Wellkův kolega Otakar Vočadlo).
Od roku 1924 spolupracoval se svým spolužákem Bohumilem Štěpánkem (9. března 1902 Praha – 9. ledna 1985) jako konzultant na překladech dramat Williama Shakespeara, které byly jednak vydávány knižně u nakladatele Fr. Borového, jednak uváděny po celé zemi v divadlech, protože takřka bez výhrad nahradily zastaralý překlad Josefa Václava Sládka.
Před emigrací překládal dílo Josepha Conrada a D. H. Lawrence a psal pojednání z dějin filosofie a anglické literatury.
Roku 1939 emigroval do Londýna a posléze do USA, kde působil na University of Iowa a na Yale University. Velmi na něj působila hermeneutika a nový literární historismus; snaží se najít společné znaky mezi neuměleckými a uměleckými texty.
Roku 1995 mu byl propůjčen Řád T. G. Masaryka I. třídy. O necelý měsíc později zemřel.